# Djungeltagen
Djungeltagen är en självbiografisk bok av Eric Lundqvist, utgiven 1949. I boken skildrar författaren sin tid som chef för ett avverkningsföretag på Borneo under den senare delen av 1930-talet. I en orörd djungel startas avverkningar, ett sågverk byggs och ett helt samhälle växer fram. Under den här perioden träffade Lundqvist även sin indonesiska hustru Sari. Författaren skildrar skogsarbetarlivet i djungeln med stor realism och sympati för sina indonesiska medarbetare.